# Erkki Aaltonen
Erkki Aaltonen (Hämeenlinna, 17 agosto 1910 – Helsinki, 8 marzo 1990) è stato un compositore finlandese.

## Biografia
Nato a Hämeenlinna, dal 1929 ha 1947 studiò presso il Conservatorio di Helsinki, prima pianoforte e violino, quindi composizione con Väinö Raitio e Selim Palmgren.

## Opere
Erkki Aaltonen ha scritto cinque sinfonie, delle quali la più famosa è la seconda, Hiroshima (1949), due concerti per pianoforte (1948 e 1954), un Concerto per violino (1966), le suites per balletti Kimmo, Nummisuutarit, Lapponia 1 e Lapponia 2, musica da film, così come un certo numero di opere da camera, cinque sonate per pianoforte, una sonata oboe, canzoni con accompagnamento di pianoforte e canzoni per violino e flauto.
Le composizioni di Erkki Aaltonen sono caratterizzate da un pensiero umanistico e contro la guerra, frutto anche della sua esperienza personale di guerra.